# Luitgarda z Vermandois
Luitgarda z Vermandois (asi 914 – 9. února 978) byla francouzská šlechtična z rodu Herbertovců. Prvním sňatkem se stala rouenskou a normandskou hraběnkou chotí a druhým hraběnkou chotí z Blois a Chartres. Byla dcerou Herberta II. z Vermandois a Adély, dcery Roberta I. Francouzského. Poprvé se provdala za Viléma I. Normandského před rokem 940. Jako vdova se po jeho smrti v roce 942 v roce 943 nebo 944 provdala za Theobalda I. z Blois.
Z druhého manželství měla nejméně tři děti:
- Hugo, arcibiskup bourgeský († 985)
- Odo († 996), hrabě z Blois[2]
- Ema († 1003), provdaná za Viléma IV. Akvitánského[2]